# Championnat d'Europe du kilomètre contre-la-montre masculin
Le Championnat d'Europe de kilomètre contre-la-montre masculin est le championnat d'Europe de kilomètre contre-la-montre organisé annuellement par l'Union européenne de cyclisme dans le cadre des championnats d'Europe de cyclisme sur piste élites.

## Palmarès
| Année | Or                | Argent              | Bronze              |
| ----- | ----------------- | ------------------- | ------------------- |
| 2014  | Callum Skinner    | Joachim Eilers      | Quentin Lafargue    |
| 2015  | Jeffrey Hoogland  | Joachim Eilers      | Robin Wagner        |
| 2016  | Quentin Lafargue  | Eric Engler         | Tomáš Bábek         |
| 2017  | Jeffrey Hoogland  | Joachim Eilers      | Quentin Lafargue    |
| 2018  | Matthijs Büchli   | Joachim Eilers      | Sam Ligtlee         |
| 2019  | Quentin Lafargue  | Theo Bos            | Michaël D'Almeida   |
| 2020  | Tomáš Bábek       | Ethan Vernon        | Jonathan Milan      |
| 2021  | Jeffrey Hoogland  | Sam Ligtlee         | Patryk Rajkowski    |
| 2022  | Melvin Landerneau | Matteo Bianchi      | Maximilian Dörnbach |
| 2023  | Jeffrey Hoogland  | Alejandro Martínez  | Maximilian Dörnbach |
| 2024  | Matteo Bianchi    | Daan Kool           | Melvin Landerneau   |
| 2025  | Matteo Bianchi    | Maximilian Dörnbach | David Peterka       |

## Tableau des médailles
| Rang  | Nation          | Or | Argent | Bronze | Total |
| ----- | --------------- | -- | ------ | ------ | ----- |
| 1     | Pays-Bas        | 5  | 3      | 1      | 9     |
| 2     | France          | 3  | 0      | 4      | 7     |
| 3     | Italie          | 2  | 1      | 1      | 4     |
| 4     | Grande-Bretagne | 1  | 1      | 0      | 2     |
| 5     | Tchéquie        | 1  | 0      | 3      | 4     |
| 6     | Allemagne       | 0  | 6      | 2      | 8     |
| 7     | Espagne         | 0  | 1      | 0      | 1     |
| 8     | Pologne         | 0  | 0      | 1      | 1     |
| Total | Total           | 12 | 12     | 12     | 36    |